# De Imperatoribus Romanis
De Imperatoribus Romanis (DIR) este o enciclopedie online, inițiată de specialiști în istoria antică, având ca subiect al articolelor împărații romani, de la Augustus (27 î.Hr.) până la Căderea Constantinopolului (1453). Articolele sunt scrise în limba engleză (marea majoritate) sau în franceză. Coordonatorul proiectului este Richard Weigel.